# Liste der Biografien/F
Liste der Biografien |
Portal Biografien |
Personensuche
# |
A |
B |
C |
D |
E |
F |
G |
H |
I |
J |
K |
L |
M |
N |
O |
P |
Q |
R |
S |
T |
U |
V |
W |
X |
Y |
Z |
?
 
Fa |
Fe |
Ff |
Fh |
Fi |
Fj |
Fk |
Fl |
Fm |
Fn |
Fo |
Fr |
Ft |
Fu |
Fy
Die Liste der Biografien führt alle Personen auf, die in der deutschsprachigen Wikipedia einen Artikel haben. Dieses ist eine Teilliste mit 5 Einträgen von Personen, deren Namen mit dem Buchstaben „F“ beginnt.

## F
- F, Adam (* 1972), englischer Jungle- und Drum-and-Bass-DJ und -Produzent
- F, Larry, Schweizer Musiker
- F. D. Project (* 1964), deutscher Elektronik-Musiker und Komponist
- F., Susanna († 2018), deutsches Mordopfer
- F1NN5TER (* 2000), britische Twitch-Streamerin und WebvideoproduzentinF1NN5TER (* 2000)

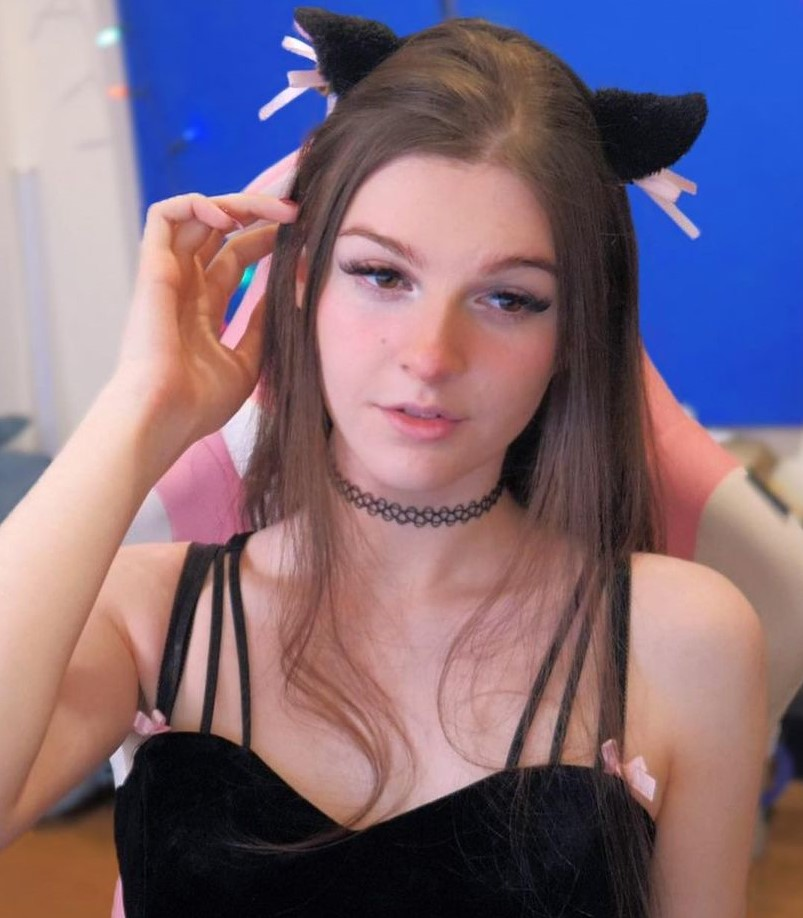
F1NN5TER (* 2000)